# Papirnica
Papirnica – wieś w Słowenii, w gminie Škofja Loka. W 2018 roku wieś była zamieszkiwana przez 82 mieszkańców.